# Simon Monjack
Simon Monjack (ur. 9 marca 1970 w Hillingdon, zm. 23 maja 2010 w Los Angeles) – brytyjski scenarzysta, reżyser i producent filmowy.

## Życiorys
Monjack urodził się w Hillingdon, a dorastał w Bourne End w hrabstwie Buckinghamshire. Uczęszczał do Juniper Hill School we Flackwell Heath, następnie do Royal Grammar School w High Wycombe. Gdy miał 15 lat, zmarł jego ojciec, William (1949–1986), przyczyną zgonu był nowotwór mózgu.

## Śmierć
Został znaleziony martwy 23 maja 2010 w swoim domu, w Hollywood. Nieprzytomnego Monjacka znalazła jego teściowa, Sharon Murphy, następnie zadzwoniła pod numer 911. Ratownicy podjęli próby resuscytacji, jednak wkrótce stwierdzono zgon. Podobnie jak jego żona, zmarł z powodu ostrego zapalenia płuc i ciężkiej niedokrwistości.

## Filmografia
- Two Days, Nine Lives (2000) – producent, scenarzysta
- Dziewczyna z fabryki (Factory Girl, 2006) – producent wykonawczy